# Via della Terra
Via della Terra è una delle vie più antiche di Rovereto. Ha rappresentato sin dalle origini la principale arteria che univa la piazza della chiesa di San Marco e quella di palazzo Pretorio, quindi appartiene al nucleo medievale cittadino.

## Storia

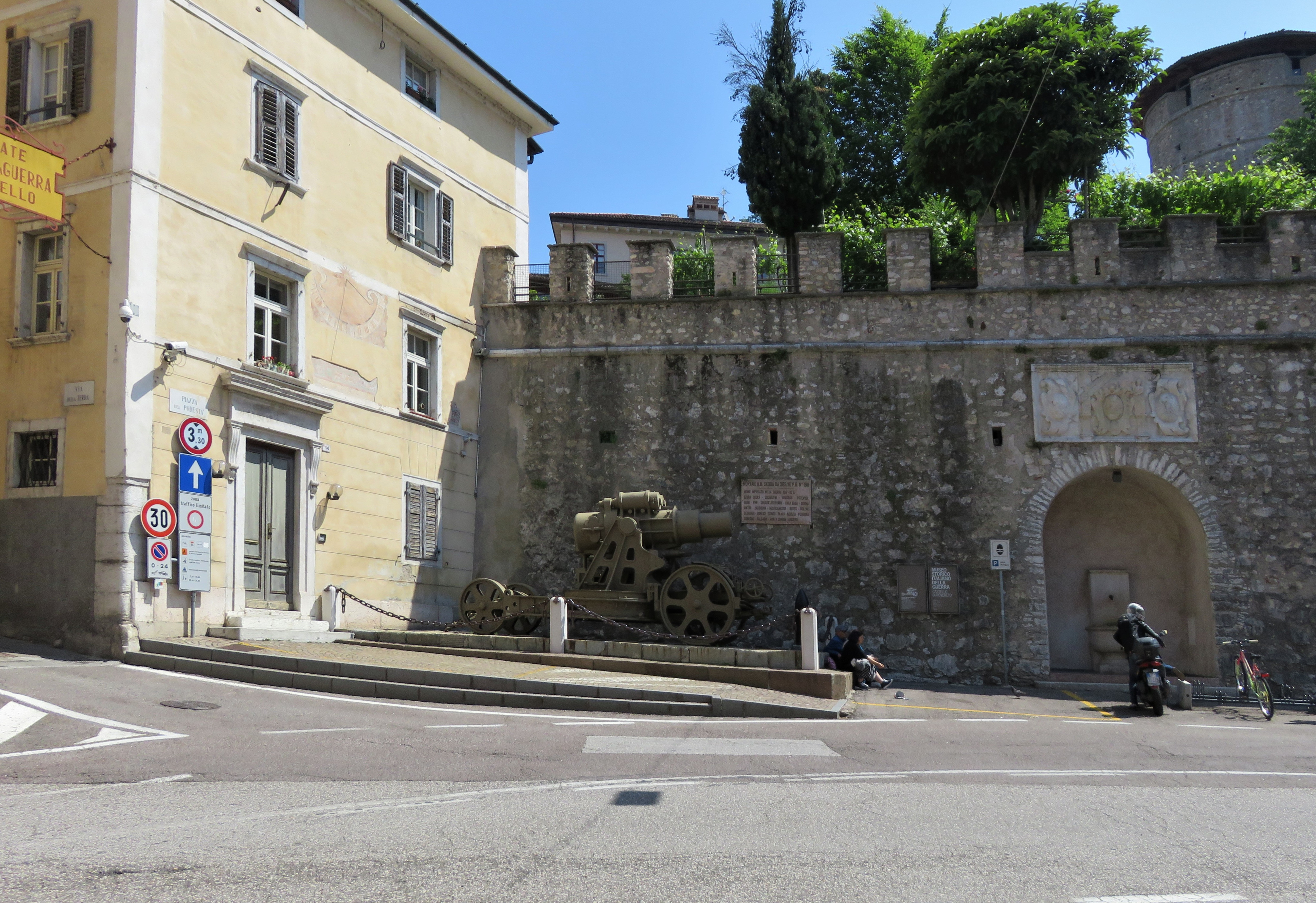
Inizio di via della Terra da piazza Podestà. Mortaio da 305/10 davanti al palazzo Pretorio e sotto il Castello.

La nascita della via è legata al periodo nel quale Rovereto si trovava stretta dalle mura che la univano al castello e parte del suo percorso tocca questo antico limite cittadino. Ricalca inoltre la tipica struttura esistente al tempo dell'occupazione della Serenissima, che si protrasse sino al 1509.
A parte pochi significativi rifacimenti avvenuti in epoche successive la via, che inizia dalla piazza del Podestà e si conclude in piazza San Marco, conserva la struttura originaria del XV e del XVI secolo.
La strada urbana è legata a due importanti personalità roveretane. Percorrendola Antonio Rosmini ebbe occasione di riflettere sul suo sistema filosofico mentre Girolamo Tartarotti vi scelse la casa nella quale, dopo i suoi viaggi e soggiorni anche in Austria ed in diverse città italiane, si ritirò e morì.

### Origini del nome
Il nome di via della Terra le venne attribuito per evidenziare il suo percorso più in basso rispetto al livello del vicino e sovrastante castello.

## Luoghi d'interesse

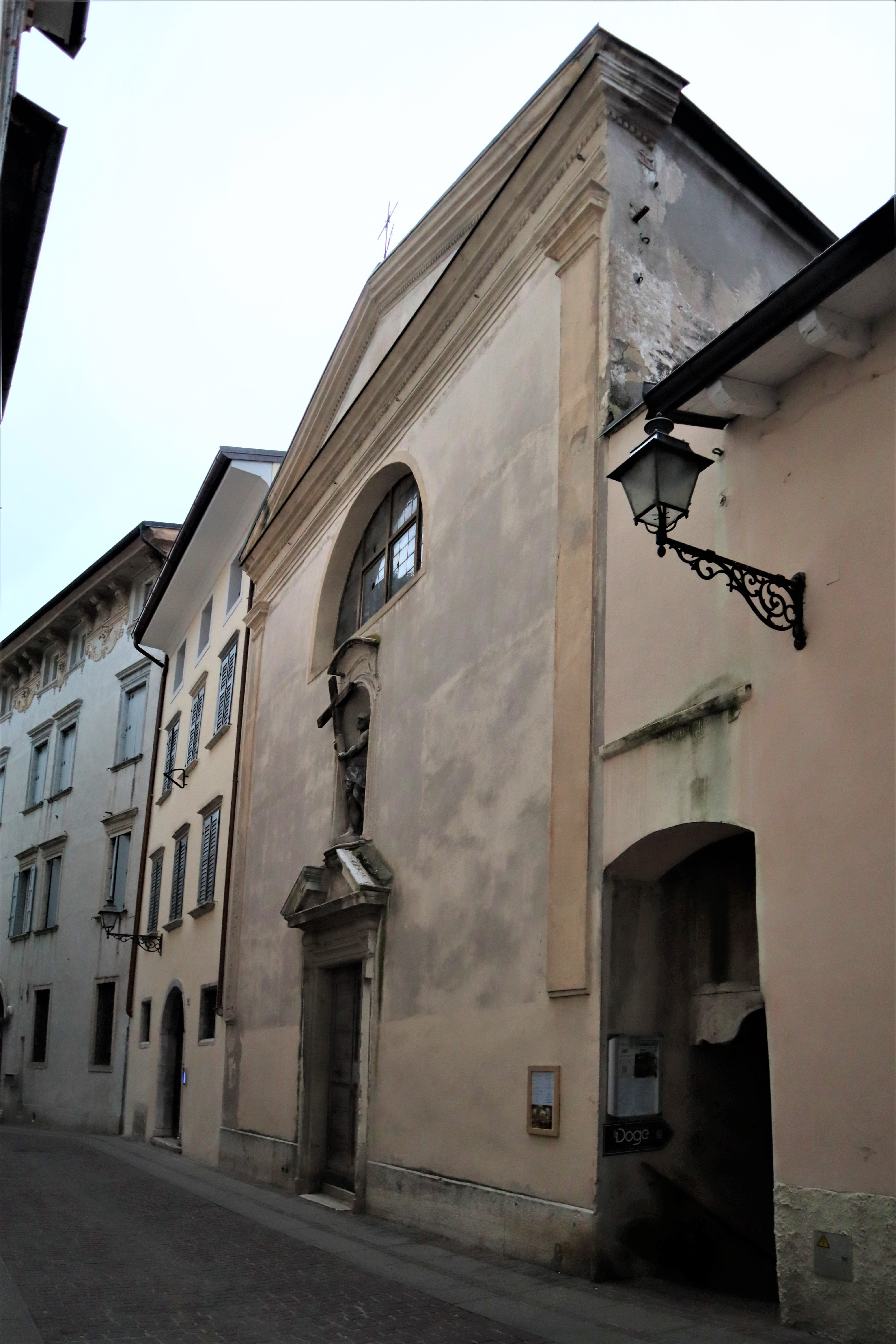
Oratorio del Redentore.

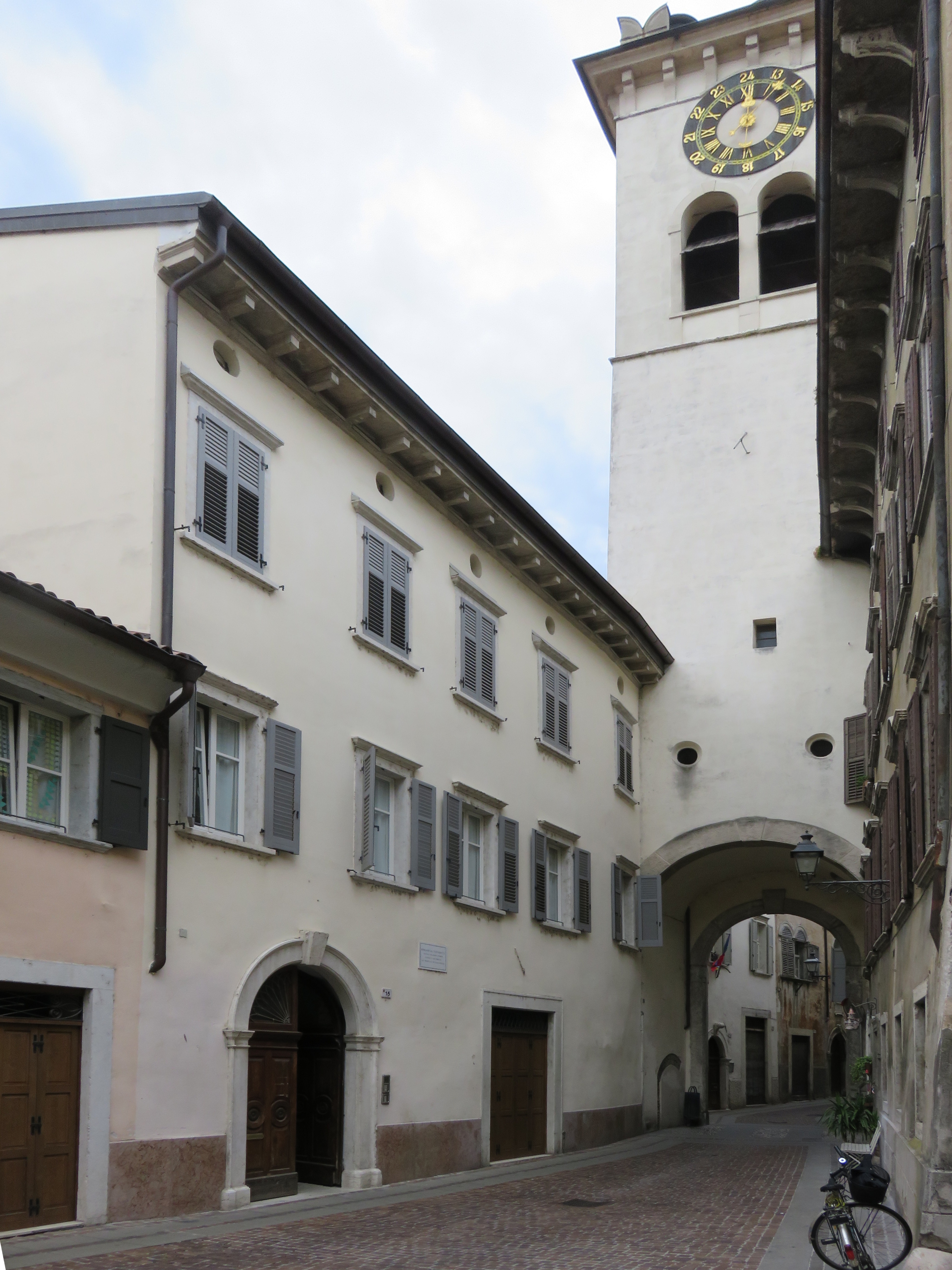
Casa di Girolamo Tartarotti e torre Civica.

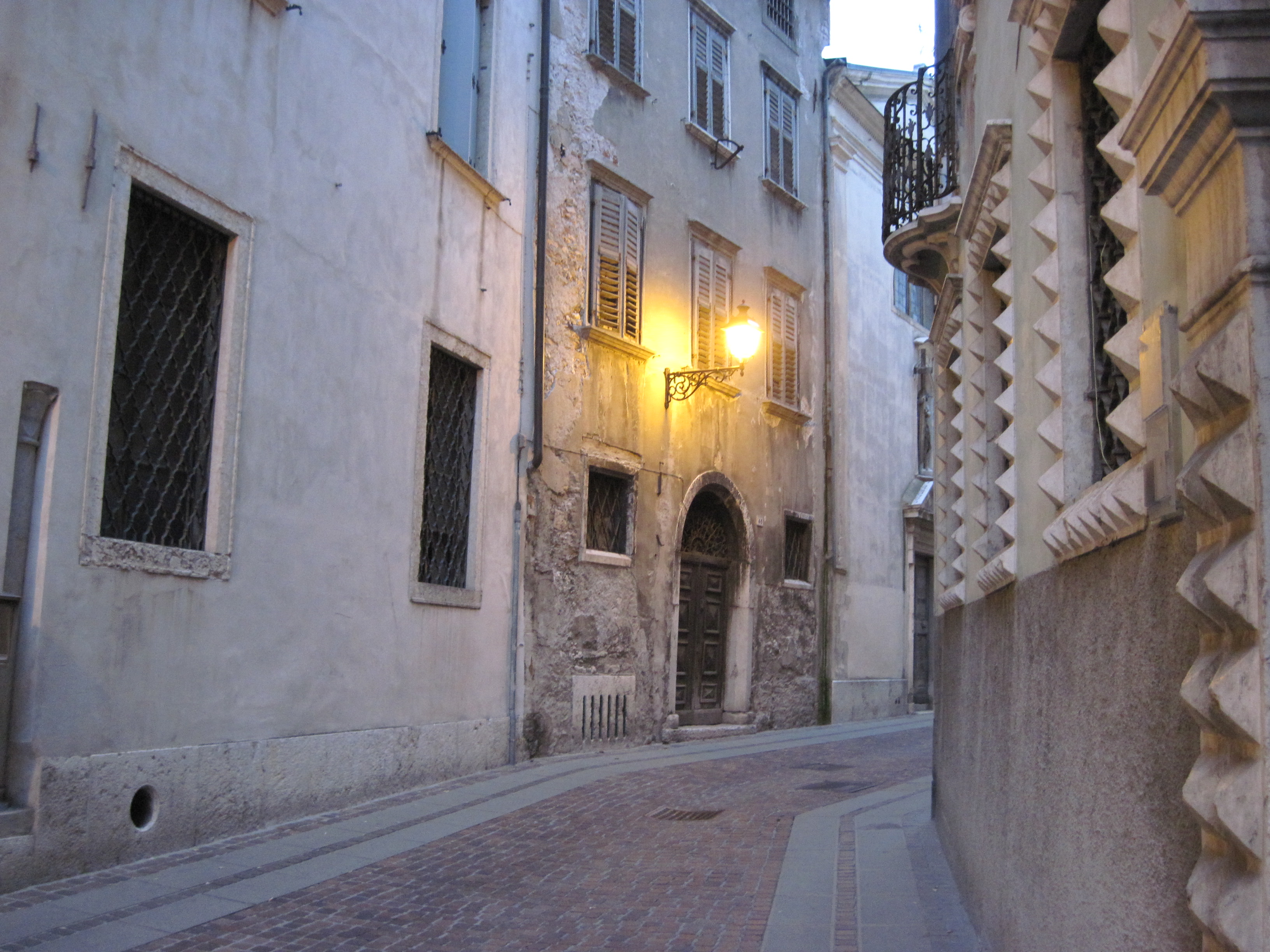
Ex casa Vannetti che fu sede dell'Accademia Roveretana degli Agiati.

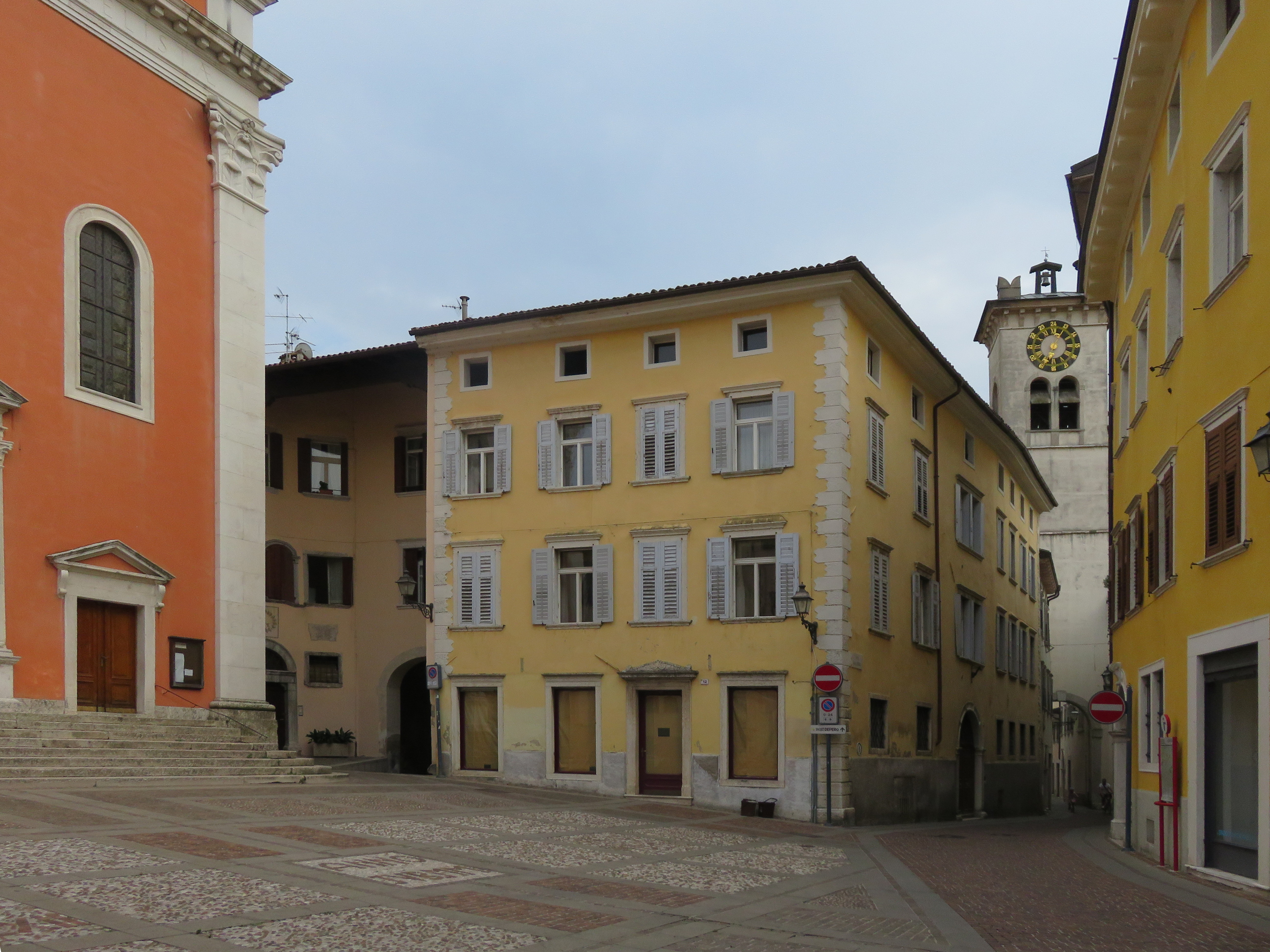
Piazza San Marco e accesso a via della Terra.

- Via Guglielmo Castelbarco. La via in realtà è un piccolo vicolo pedonale con un tratto a scalinata che conduce al precedente ingresso del Castello di Rovereto e al piazzale superiore che costeggia l'esterno delle antiche mura cittadine e dove si trova il nuovo ingresso al museo storico italiano della guerra.
- Ex palazzo Betta, prima residenza a Rovereto della famiglia che in seguito divenne proprietaria del palazzo Betta Grillo.
- Ex casa Vannetti, accanto al precedente ingresso della Casa d'arte futurista Depero. In seguito l'ingresso venne spostato in via Portici.
- Oratorio del Redentore. Fu edificato nel XVII secolo ed occupa tutto lo spazio compreso tra via della Terra e la più bassa e quasi parallela via dei Portici. La ripida scala del Redentore, che si trova accanto all'oratorio, mette in comunicazione queste due antiche vie.
- Casa di Girolamo Tartarotti, dove il letterato e filosofo roveretano morì il 16 maggio 1761.
- Torre Civica (o torre dell'Orologio o ancora torre Delle Ore), con una grande volta che permette di passarvi sotto percorrendo la via. Sin dal XVI secolo vi si trova l'orologio ed una campana (la campane recente risale al XVIII secolo mentre la precedente vi era stata installata nel 1519). Sulla torre è posta anche una sirena che suona ogni giorno alle ore 12 e che si può udire in tutte le vie del centro.
- Vicolo del Portello, con la torre che si trova vicina rappresenta il limite settentrionale delle antiche mura cittadine del periodo dei Castelbarco
- Via Scala della Torre. Rappresenta l'ultimo percorso cittadino che scende verso la parte più bassa cittadina prima di arrivare a piazza San Marco. Da questa si arriva sino alla storica piazza delle Erbe.